# كروان هندي
كروان هندي (الاسم العلمي: Burhinus indicus)، هو نوع من طيور كروان الحصى. أدرج سابقاً على أنه نويع من الكروان الصحراوي. يكثر تواجده في شبه القارة الهندية. لديه عيون كبيرة وخطوط بنية ولون يُشابه التربة مما يجعل له ميزة التخفي بسهولة. وهو طائر ينشط في الظلام.